# Ligier

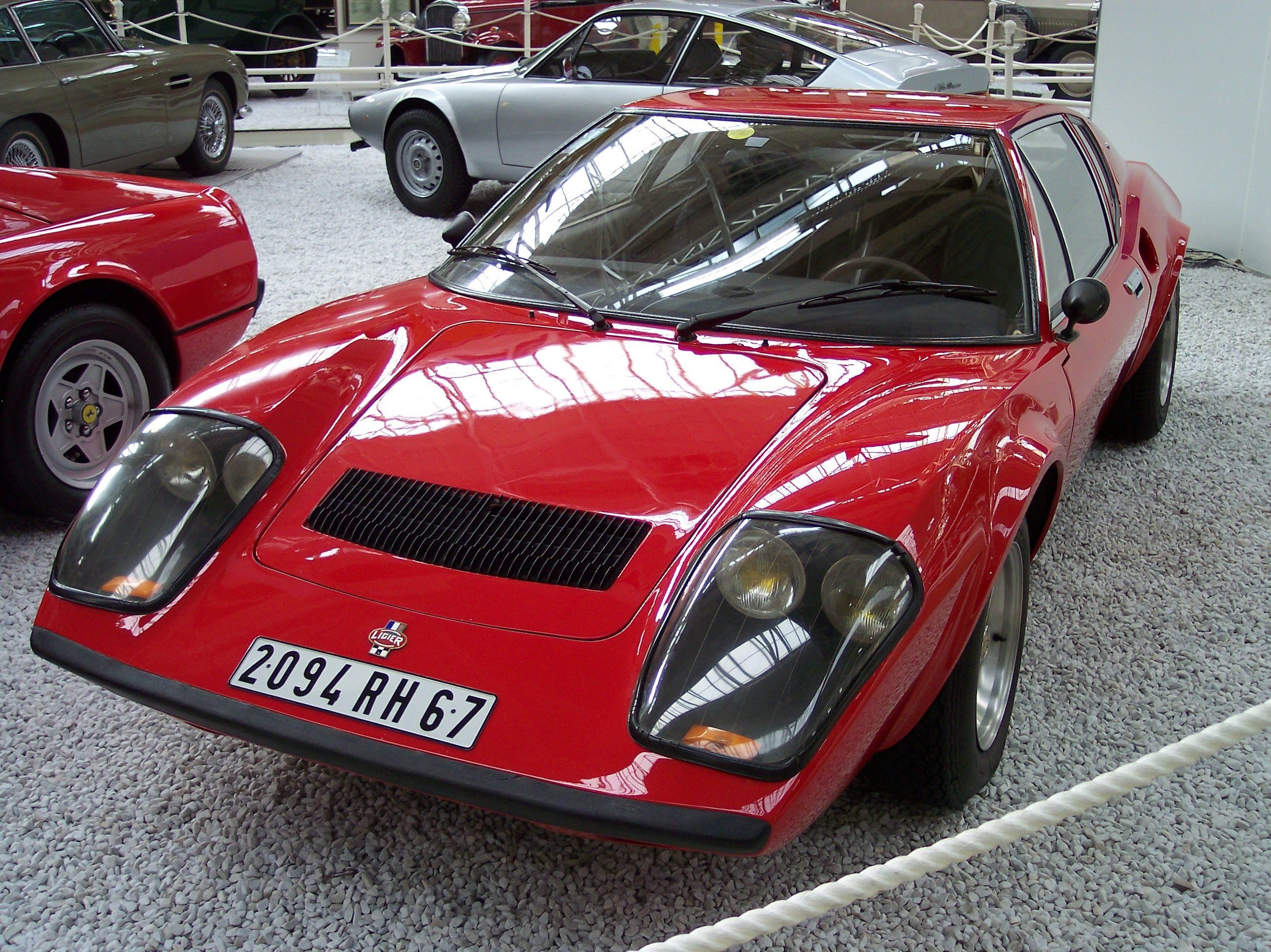
Ligier JS2

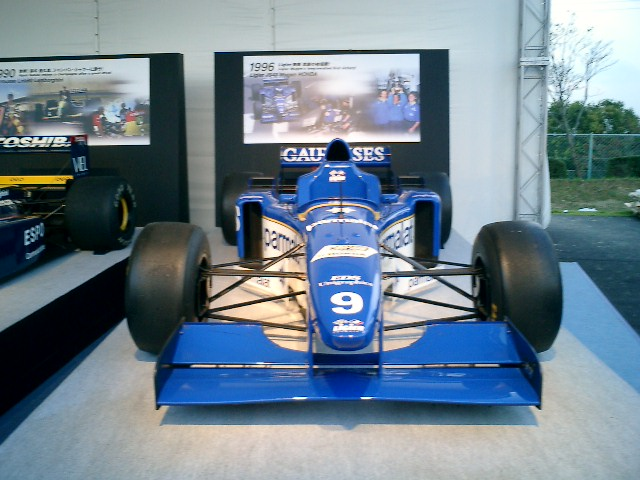
Ligier JS43

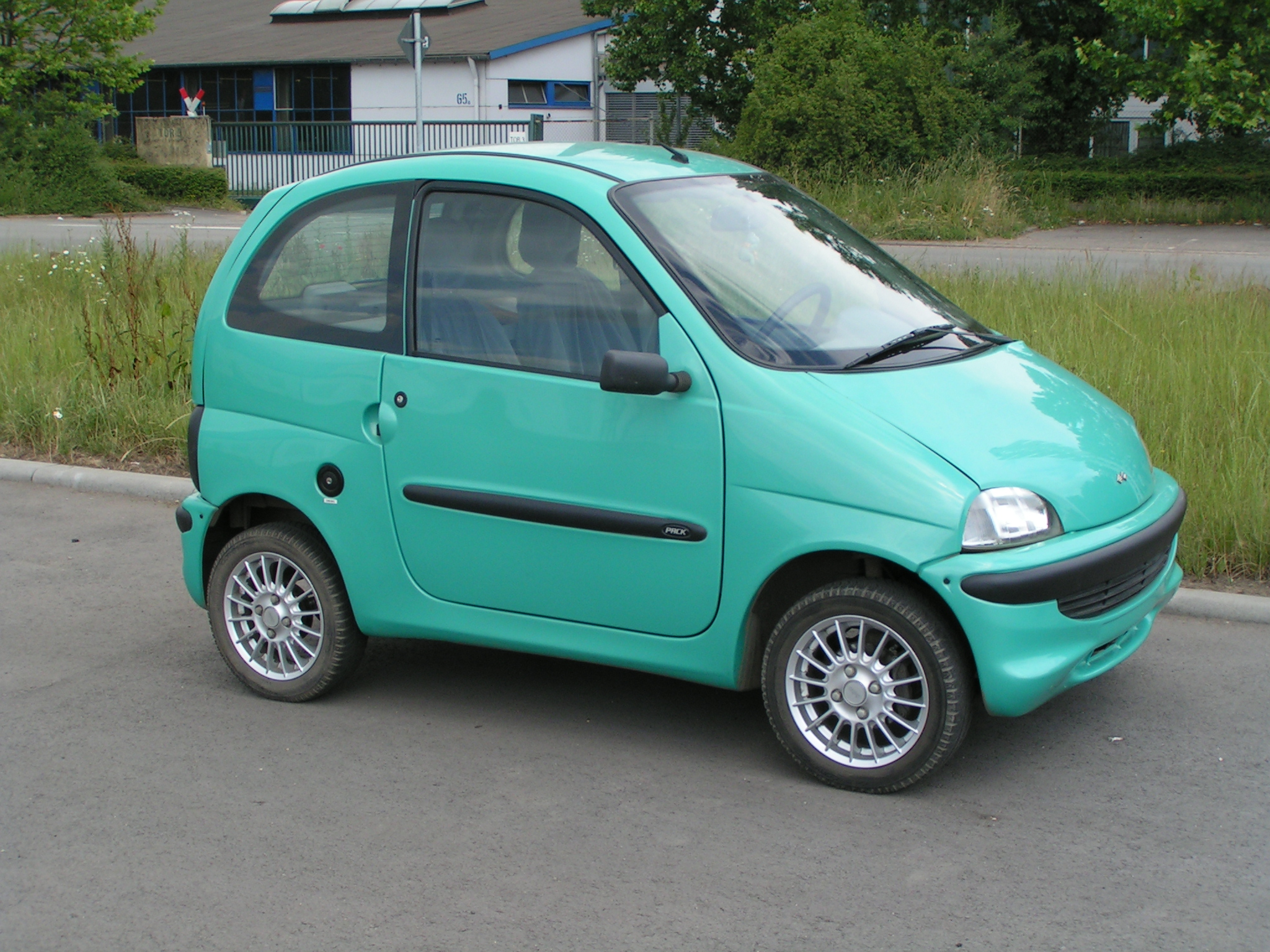
Ligier Nova

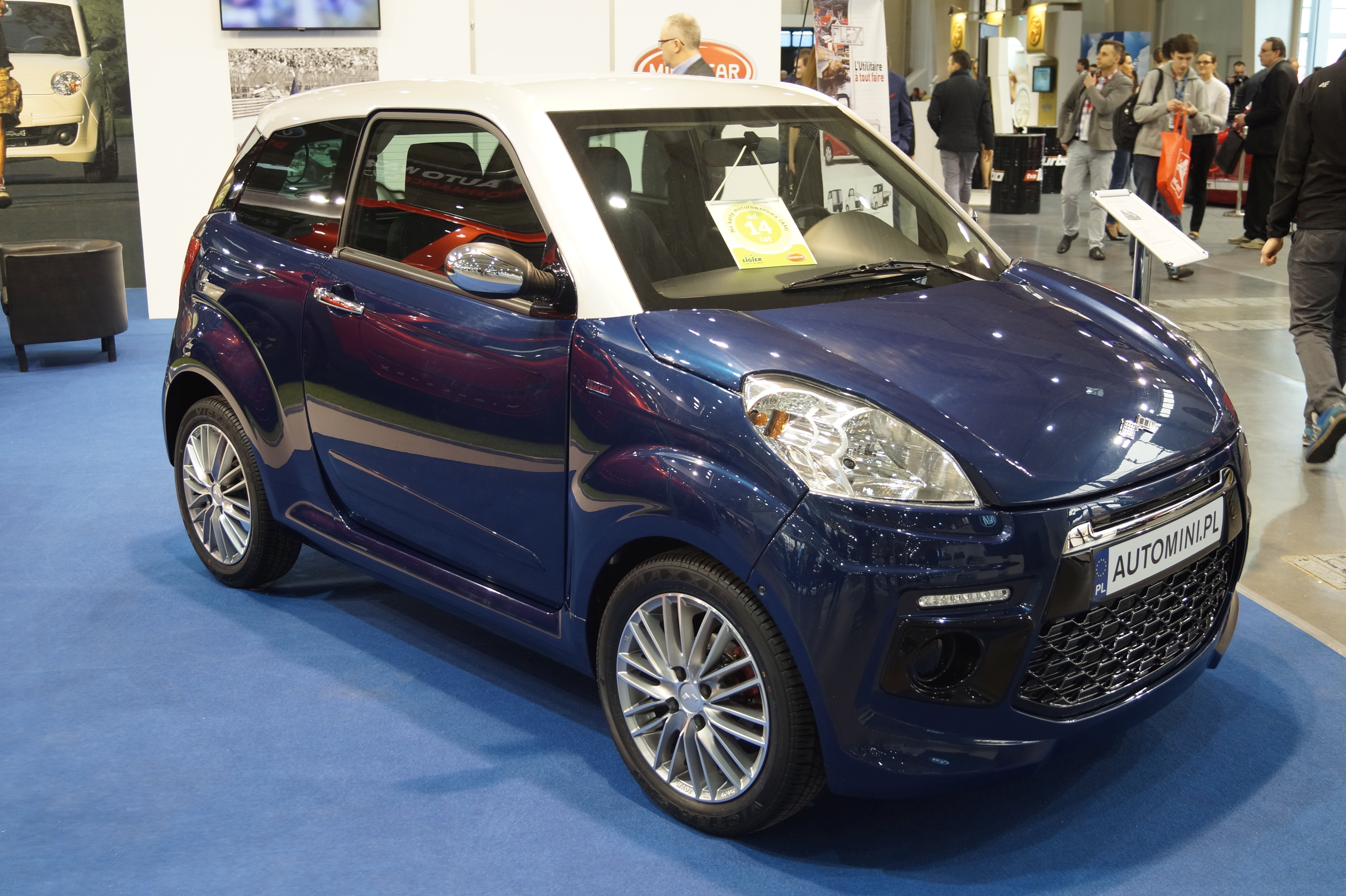
Ligier JS50

Ligier – francuska firma motoryzacyjna założona w 1968 roku przez kierowcę wyścigowego Guya Ligiera, który posiadał bogatą historię startów, między innymi w 24 godzinnym wyścigu Le Mans. Siedziba przedsiębiorstwa mieści się w Magny-Cours.
Przez wiele lat Ligier Automobiles jako Equipe Ligier specjalizowała się w budowie bolidów Formuły 1.

## Mikrosamochody
Pierwsze tego typu pojazdy Ligier stworzyło w 1980 roku, wykorzystując nadwozie od ciągników siodłowych i montując odpowiednie zawieszenie oraz silnik. Początkowo auta te były bardzo prymitywne.
W krótkim czasie nastąpiła popularyzacją tych pojazdów. Możliwość jazdy bez prawa jazdy i niewielkie wymiary pojazdy czyniły z niego nowość i wypełniały niszę w rynku. Ligier stopniowo udoskonalał swoje auta, coraz poważniej traktując ten segment rynku.
W 2010 roku wprowadzono technologię IXO – a wraz z nią modele IXO Line.
Najnowszym osiągnięciem technologicznym było wprowadzenie silników Diesla z elektronicznie sterowanym wtryskiem paliwa, który specjalnie i wyłącznie dla Ligier produkuje włoski producent Lombardini.
W 2010 Ligier przejęło firmę Microcar i stało się największym producentem mikrosamochodów na świecie (ok. 40% rynku).
Obecnie firma jest znana głównie z produkcji quadów i mikrosamochodów.

## Modele
- Prima
- Tasso Bingo
- Optima
- Optima 2
- Optima 4
- Ambra
- Nova
- X-Too
- X-Too Max
- Be-Up
- Be-Two
- X-Pro
- JS RC
- JS2
- JS49
- JS50
- Belliner Vario
- Belliner
- Quad Be Four 50
- Quad Be Four 180
- Quad Be Pro 180
- Quad Be Four 220
- Quad Be Pro 300

## Udział w wyścigach samochodowych
W sezonie 1977 zespół Ligier korzystając z silników Matra V12 wygrał Grand Prix Szwecji. W sezonie 1979 Ligier po zastosowaniu silników Ford Cosworth DFV wygrał Grand Prix Brazylii i Grand Prix Argentyny oraz w połowie sezonu Grand Prix Hiszpanii. W latach 1981–1982 Ligier współpracował z firmą Talbot. Później między innymi z Renault i Mugen-Honda. W 1996 roku wygrał Grand Prix Monako. W 1997 roku zespół Ligier został zakupiony przez Alaina Prosta i przemianowany na Prost Grand Prix.
Samochody wyścigowe marki Ligier oznaczone są symbolem JS. W ten sposób Guy Ligier uczcił pamięć po kierowcy wyścigowym Josephie Schlesserze, który zginął w 1968 roku w czasie Grand Prix Francji na torze Rouen-Les-Essarts.